# Black Rhinos FC
Black Rhinos Football Club w skrócie Black Rhinos FC – zimbabwejski klub piłkarski grający w zimbabwejskiej pierwszej lidze, mający siedzibę w mieście Harare.

## Sukcesy
- I liga[1]:
  - zwycięstwo (1): 1984.

## Występy w afrykańskich pucharach
| Sezon | Rozgrywki       | Runda       | Kraj      | Klub                    | Dom | Wyjazd | Dwumecz |
| ----- | --------------- | ----------- | --------- | ----------------------- | --- | ------ | ------- |
| 1985  | Puchar Mistrzów | 1           | Eswatini  | Mbabane Highlanders FC  | 1–0 | 3–1    | 4–2     |
| 1985  | Puchar Mistrzów | 2           | Zambia    | Power Dynamos FC        | 2–0 | 1–1    | 3–1     |
| 1985  | Puchar Mistrzów | ćwierćfinał | Senegal   | US Gorée                | 2–0 | 0–3    | 2–3     |
| 1988  | Puchar Mistrzów | 1           | Mauritius | Sunrise Flacq United SC | 2–2 | 1–2    | 3–4     |
| 2003  | Puchar CAF      | 1           | Mozambik  | CD Maxaquene            | 0–0 | 1–1    | 1–1     |
| 2003  | Puchar CAF      | 2           | Rwanda    | SC Kiyovu Sport         | 2–0 | 0–1    | 2–1     |
| 2003  | Puchar CAF      | ćwierćfinał | Maroko    | Raja Casablanca         | 1–1 | 1–5    | 2–6     |

## Stadion
Domowe mecze klub rozgrywa na stadionie o nazwie Morris Depot Police Camp w Harare. Stadion może pomieścić 5000 widzów.

## Reprezentanci kraju grający w klubie od 2000 roku
Stan na styczeń 2023.
| - Devon Chafa - Robson Chisango - Charles Chiutsa - Lot Chiwunga - Moses Demera - Edmore Dube - Bruce Homora - Tafadzwa Jaravani - Gift Kamuriwo - Wonder Kapinda - Masimba Mambare - Benjamin Marere - Phillip Marufu - Albert Mbano - Augustine Mbara | - Marshal Mudehwe - Lazarus Muhoni - Jameson Mukombwe - Menard Mupera - Gilbert Mushangazhike - Wisdom Mutasa - Brian Muzondiwa - Rowan Nenzou - Norman Njelele - Herbert Rusawo - Blessing Sarupinda - Wellington Taderera - Melody Wafawanaka - Francisco Zekumbawira |